# マウテ
マウテ([mɐʔutɪ]、[mɐʔute̞])あるいはラナオのイスラム国 は、イスラム主義過激派組織である。モロ・イスラム解放戦線ゲリラ出身者と国外から参加する戦士で構成される。指導者はアブドゥラ・マウテとされており、彼はダウラ・イスラミーヤ（Dawlah Islamiya、南ラナオ州を本拠とするイスラム国家）を組織した人物である。
マウテは2016年にブティグでフィリピン軍と衝突し注目を集めた（en:February 2016 Butig clash）。この際に南ラナオ州の本部はフィリピン軍により制圧され、指導者アブドゥラ・マウテの兄弟であるオマール・マウテが死亡したと報告されたが、一方で本部の制圧の直前に逃亡したという報道もあった。しかし後のマラウィの戦いの際に押収した携帯電話に残っていた映像から、オマール・マウテの生存が確認されている。以降マウテはブティグの辺境を支配下に置きプロテクションラケット（いわゆる用心棒代、上納金）を徴収している。フィリピン陸軍の旅団長はマウテをテロリストグループとみなしている。

## 背景
マウテは2012年にアブドゥラとオマールのマウテ兄弟によって設立された。この時点での兄弟は小悪党に過ぎなかった。組織はもともとはダウラ・イスラミーヤ（Dawlah Islamiya）として知られていた。後の2015年の4月、マウテは別のテロ組織であるアンサール・カリファ・フィリピンとともにISILへの忠誠を誓い、お互いの支援、連携を確認している。しかしながらフィリピン国家安全保障会議（National Security Council）の上級顧問を務めたアシュレイ・アセディロ（Ashley Acedillo）によれば、ISILがマウテの宣誓を受け入れた形跡はないと語っている。
フィリピンの陸軍からの情報によればマウテと軍の最初の接触は2013年、マウテがマダラムの検問所を襲撃した際の交戦である。当時の組織は100名を超える勢力で、国外のテロリストからの武器の支援を受けているように思われた。東南アジアのイスラム主義武装勢力、ジェマ・イスラミアと連携しているとも言われている。
マウテの本部のあるブティグはモロ・イスラム解放戦線の要塞でもあり、両組織のメンバーは血縁関係にある。マウテ兄弟はかつてモロ・イスラム解放戦線の要職にあり、すでに死亡しているアリム・アブドゥル・アジズ・ミンバンタス（Alim Abdul Aziz Mimbantas）の妻、アジサ・ロマト（Azisa Romato）のいとこにあたる。

## 活動
マウテは積極的に未成年を勧誘しており、少年兵として育てていると伝えられている。またマウテはバンサモロ基本法の非通過をプロパガンダとして利用している。2016年4月、マウテはブティグの製材作業員6名を誘拐している。うち2名は後に斬首された姿で発見された。2016年11月マニラの米国大使館近くで起きた爆発未遂事件にも関わっているとされている。

### ダバオの爆弾テロ（2016年）
2016年10月4日、ダバオ爆弾テロ事件 (2015年)に関わったとしてマウテに属する3名が逮捕された。国防長官のデルフィン・ロレンザナは、マウテはアブ・サヤフとつながりを持っており、ISISへの同調を匂わせる証拠も見つかっていると話した。11月28日、ロドリゴ・ドゥテルテ大統領は公式にマウテとISISとのつながりを認めた。

### マラウィ危機
2017年5月23日もマウテはマラウィ市を攻撃した。この攻撃により家々は破壊され、兵士、警官、市民のそれぞれに死者を出した。またモスクは焼き討ちにあい、病院は制圧された。この攻撃の際、アブ・サヤフの元指導者であるイスニロン・ハピロンがマウテと共に行動しているところを目撃されている。この攻撃の後、ドゥテルテ大統領はミンダナオ島の全島に戒厳令を発令、くわえてこの戒厳令が全土に拡大する可能性にも触れた。
2017年6月10日、マラウィの戦いの最中にフィリピン陸軍はマウテ兄弟が銃撃戦で死亡したことに自信を持っていると主張したが、詳細は未だに完全に確認されていない。